# Brazzaville
Pour les articles homonymes, voir Brazza.
Brazzaville est la capitale politique et administrative, ainsi que la ville la plus peuplée de la république du Congo. Elle fut la capitale de la France libre de 1940 à 1942 et de l'Afrique-Équatoriale française de 1910 à 1958. Elle compte 2 145 783 habitants en 2023. Ses habitants sont appelés les Brazzavillois.
Située en aval du lac Malebo, elle forme une agglomération transfrontalière d'environ dix-sept millions d'habitants avec la ville de Kinshasa (en république démocratique du Congo), qui se trouve sur la rive sud du fleuve Congo. Brazzaville elle-même compte (2019) environ 2,3 millions d'habitants.

## Toponymie
Le préfixe « Brazza » vient du patronyme du comte italien Pierre Savorgnan de Brazza, qui a travaillé sur des expéditions d'exploration au service de la France, étant attribué à la fondation de la localité.
Le toponyme Brazzaville a involontairement le sens littéral de « Ville du Bras Armé ». Le patronyme Brazza fait référence au village de Brazzacco, dans la commune de Moruzzo, en Italie, dont le nom dérive du latin bracchium, qui signifie « bras armé ».
Dans la langue kikongo, il porte les noms et versions de Ntamo, Ntambo, Kintamo, Kintambo, Tandala et Mavula, et dans les langues teke M'fa, Mfaa, Mfa et Mfoa,,,.

## Histoire
La ville a été fondée le 3 octobre 1880, à l'emplacement des anciens bourgs précoloniaux globalement désignés par le nom de Nkuna et dont les principaux étaient Mpila et Mfa (ou Mfoa). Les raisons de l'implantation française sur ce site sont multiples : profiter du point de rupture de charge pour drainer le commerce indigène préexistant, créer un contre pouvoir français face à l'implantation belge de Léopoldville sur la rive opposée du Stanley-Pool et établir une tête de pont le long du fleuve Congo pour explorer et exploiter l'intérieur des terres.
Le petit village de Mfoa prenant de l'importance avec l'implantation d'une mission par les spiritains, il est érigé, en 1911 par l'administration coloniale, en commune de Brazzaville. Elle tire son nom de l'explorateur italo-français Pierre Savorgnan de Brazza. Une première mairie est bâtie en 1912 qui sera remplacée en 1962-1963 par l'hôtel de ville actuel. Son premier plan d'urbanisme cohérent date de 1929 sous le gouverneur général Antonetti.
À Brazzaville, alors capitale de l'Afrique-Équatoriale française, le 27 octobre 1940, le général de Gaulle lança le manifeste annonçant la création du Conseil de défense de l'Empire et fit de Brazzaville la capitale de la France libre durant trois ans. Elle accueillit, en 1944, la conférence de Brazzaville à l'ouverture de laquelle le discours de Brazzaville fut prononcé dans le but de redéfinir, après la Seconde Guerre mondiale, les relations entre la France et les colonies africaines. Pour la première fois, la question de leur émancipation fut évoquée. Deux autres discours, préludes à l'indépendance de l'Afrique noire, furent prononcés par le général de Gaulle à Brazzaville en 1944 et 1958.
En 1980, la commune de Brazzaville est séparée du département du Pool et obtient un statut similaire à celui des régions. Au sortir de la guerre civile de 1997, Brazzaville qui connaissait déjà une situation chaotique tant en ce qui concerne les administrations, les logements et la vie des populations, veut d'abord connaître la paix. Ainsi, par les efforts consentis par les autorités publiques et la paix rétablie, la reconstruction est lancée au début des années 2000. La nécessité de bien gérer la capitale a poussé les autorités à la création en 2011 de deux nouveaux arrondissements : Madibou et Djiri.

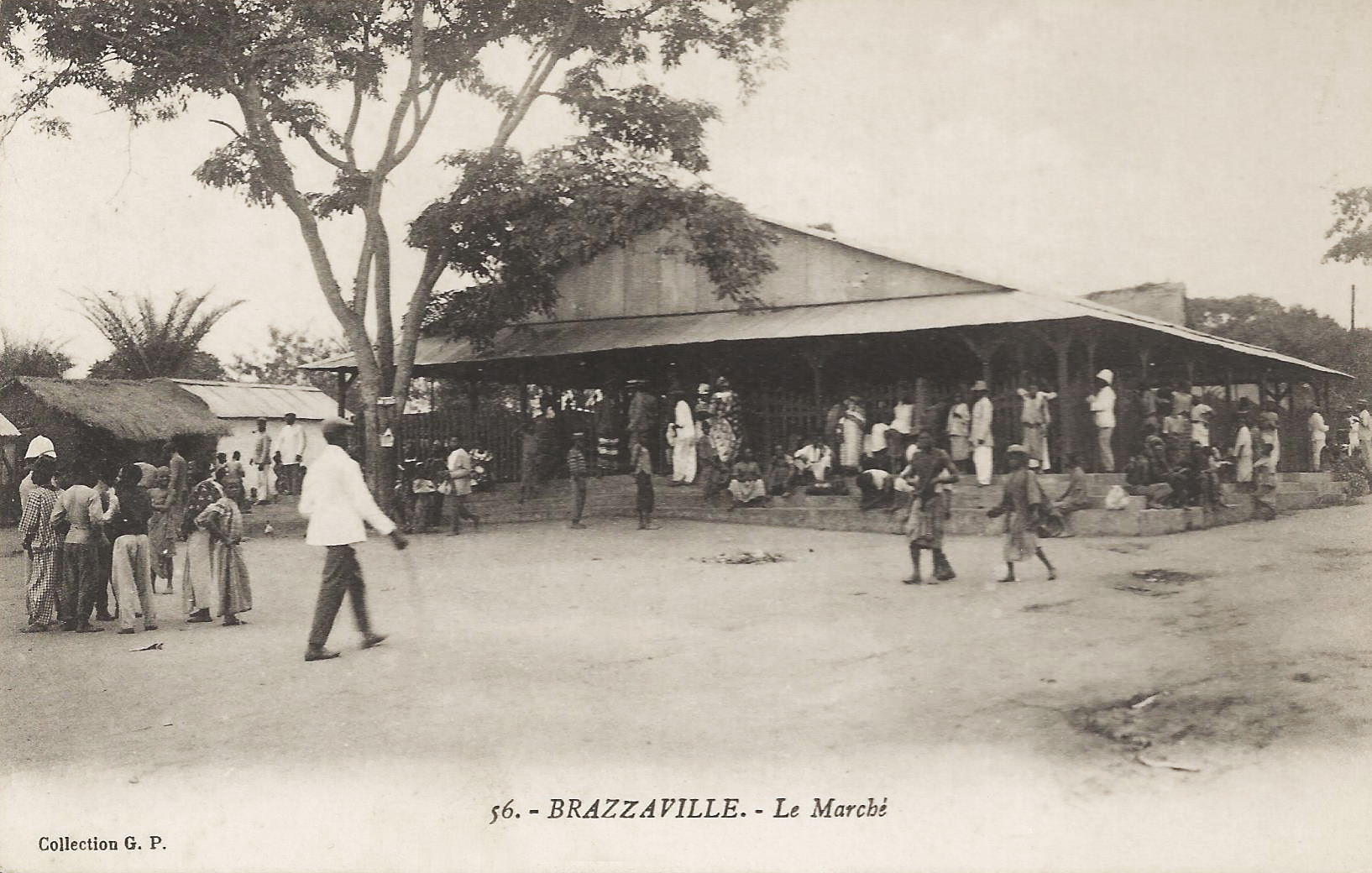
Marché de Brazzaville en 1905.
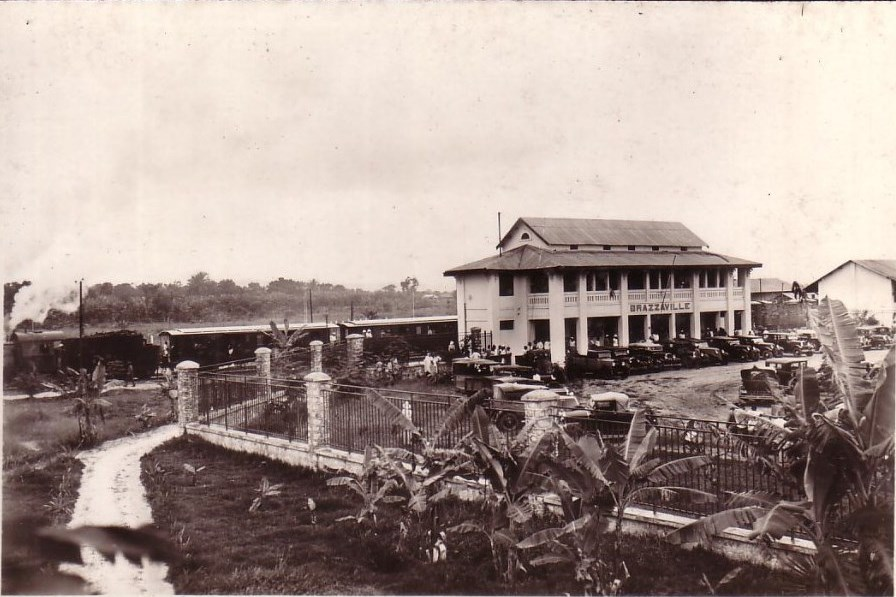
Gare de Brazzaville en 1941.
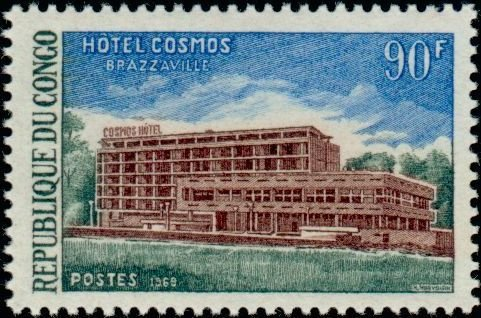
Hôtel Cosmos en 1968.
- Dans les rues de Brazzaville en 2005.

## Géographie
Elle se situe dans le sud de la république du Congo, sur la rive droite du fleuve Congo, au sud-ouest du Pool Malebo, en face de Kinshasa, la capitale de la république démocratique du Congo. Brazzaville et Kinshasa ne sont séparées que par la largeur du fleuve, soit moins de 2 km, ce qui en fait les deux capitales les plus rapprochées du monde.
Brazzaville est à 506 km à l'intérieur des terres de l'océan Atlantique et à environ 474 km au sud de l'équateur. Autour de la ville se trouvent de grandes plaines. La ville est relativement plate et située à une altitude de 317 m. En aval, le fleuve Congo a des rapides  connus sous le nom de chutes Livingstone, empêchant la navigation depuis son embouchure dans l'océan Atlantique.
En mars 2018, la "Déclaration de Brazzaville" a été signée pour promouvoir une meilleure gestion et conservation de la Cuvette Centrale, une région du Bassin du Congo majoritairement en RDC. C'est la plus grande tourbière tropicale du monde, constituée de forêts marécageuses. La conservation de cette zone est importante pour la survie de la mégafaune, et également critique pour le climat mondial. Brûler la tourbe libérerait trop de carbone et augmenterait la température de la terre. La déclaration de sauvegarde des tourbières en tant que plus grand stock de carbone organique terrestre au monde a été signée par la république démocratique du Congo, la république du Congo et l'Indonésie, qui abrite aussi des tourbières,.
Brazzaville a un climat tropical de savane avec hiver sec (Aw d'après la classification de Köppen). La température moyenne annuelle est de 25,3 °C et les précipitations annuelles sont de 1 273,9 mm. Novembre est le mois le plus humide avec 262 mm de précipitations et juin le mois le plus sec avec seulement 12 mm de précipitations.

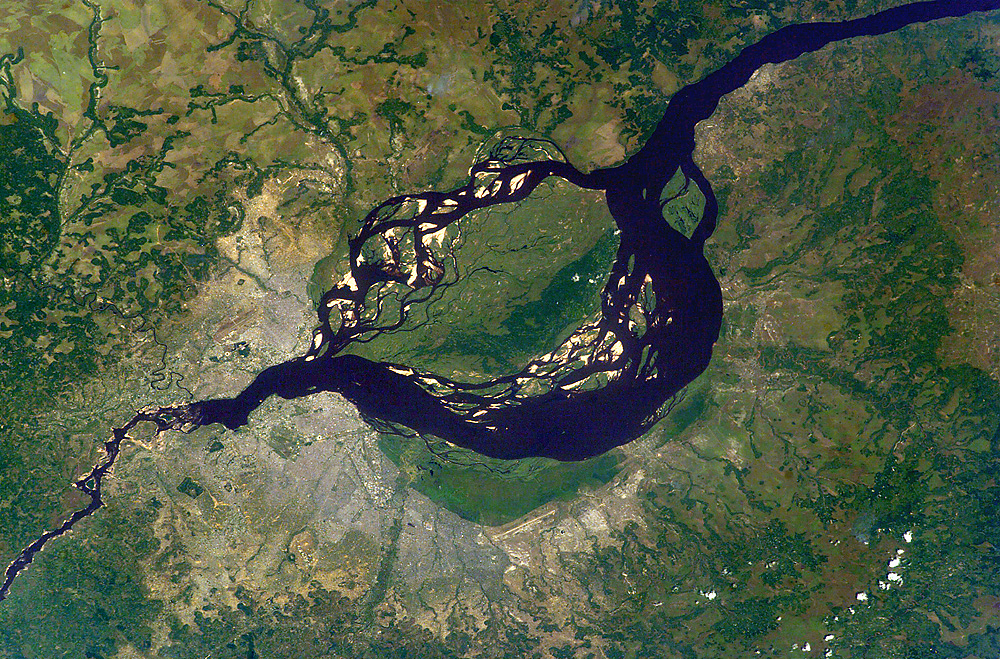
Vue satellitaire du fleuve Congo et du Pool Malebo.
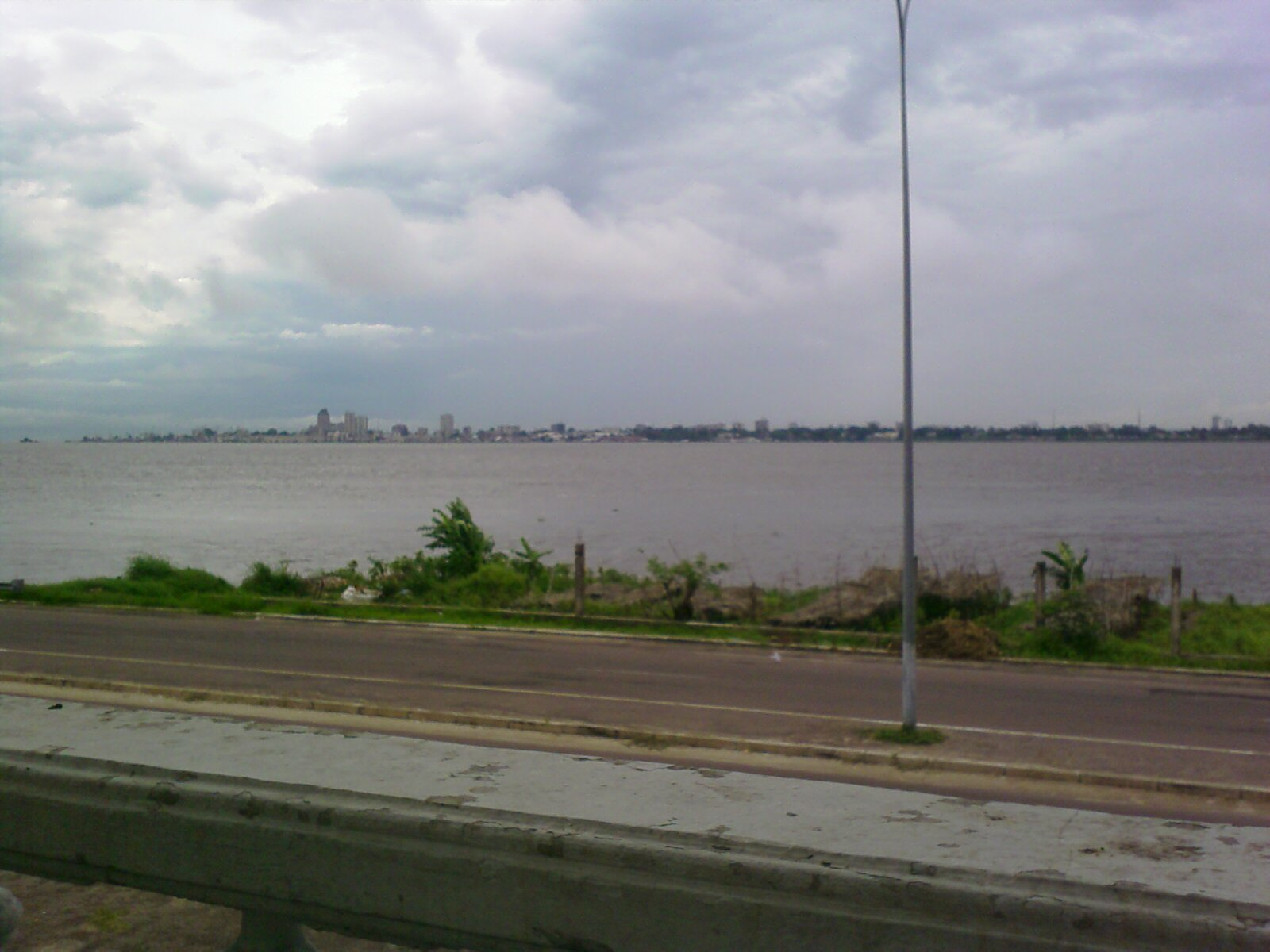
Kinshasa vue de Brazzaville de l'autre côté du Pool Malebo.
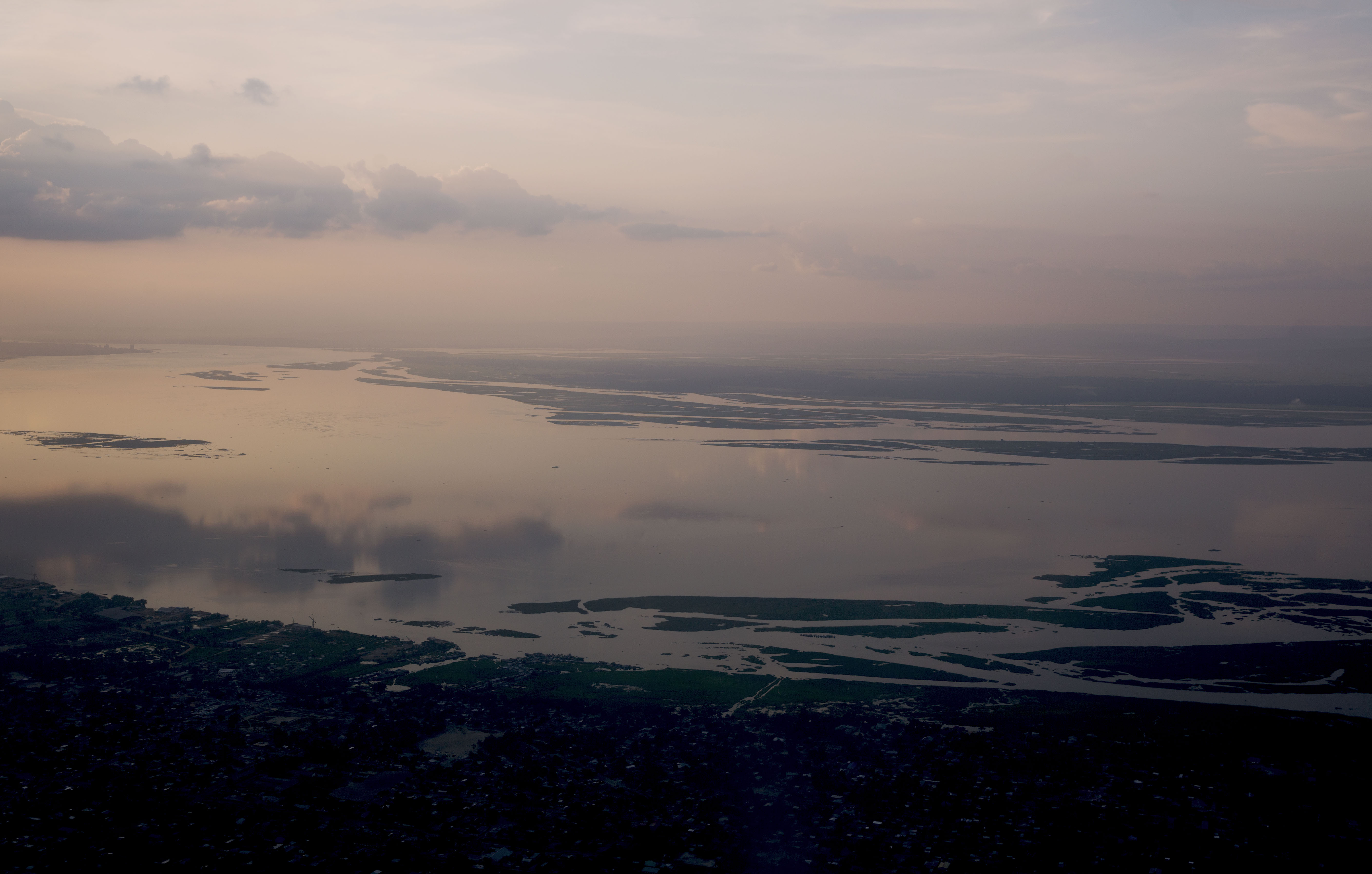
Le fleuve Congo à Brazzaville.

## Démographie
Depuis 1917, l'évolution démographique de Brazzaville a été :
| 1917   | 1955   | 1961    | 1974    | 1984    |
| ------ | ------ | ------- | ------- | ------- |
| 10 000 | 92 520 | 127 964 | 298 967 | 585 812 |

| 1996    | 2007      | 2019      | 2023      | - |
| ------- | --------- | --------- | --------- | - |
| 856 410 | 1 373 382 | 2 175 000 | 2 638 000 | - |

| Évolution démographique de Brazzaville |           |
| \| 1917 \| 10 000 \| \| 1955 \| 92 520 \| \| 1961 \| 127 964 \| \| 1974 \| 298 967 \| \| 1984 \| 585 812 \| \| 1996 \| 856 410 \| \| 2007 \| 1 373 382 \| \| 2019 \| 2 175 000 \| \| 2023 \| 2 638 000 \| |           |
| 1917 | 10 000    |
| 1955 | 92 520    |
| 1961 | 127 964   |
| 1974 | 298 967   |
| 1984 | 585 812   |
| 1996 | 856 410   |
| 2007 | 1 373 382 |
| 2019 | 2 175 000 |
| 2023 | 2 638 000 |

## Économie
En aval du Pool Malebo, limite navigable du fleuve Congo, Brazzaville a pu devenir une ville industrielle, commerciale et portuaire.

### Transports
La route Transafricaine 3 Tripoli (Libye)-Le Cap (Afrique du Sud) passe par Brazzaville.
Depuis le début de la période coloniale, Brazzaville est reliée par bateaux avec les zones produisant des matières premières en amont du fleuve Congo. La construction du chemin de fer de Brazzaville à Pointe-Noire augmente la capacité des entreprises de la ville à acheminer leurs produits vers le port pour l'exportation. Les entreprises industrielles de Brazzaville sont principalement des ateliers d'usinage, de textile, de tannage et autres industrie manufacturière.
En tant que port clé sur le fleuve Congo, Brazzaville reçoit des matières premières telles que le caoutchouc, le bois et les produits agricoles, d'où ils sont généralement réacheminés vers Pointe-Noire pour l'exportation.

### Énergie
Avec ses 4 700 kilomètres de longueur, le fleuve Congo est le huitième plus long fleuve du monde et le second après l'Amazone avec son débit de 50 000 m3/s. Le fleuve Congo possède l’un des plus grands potentiels hydroélectriques mondiaux. L'hydro-électricité étant l'unique source d'énergie abondamment disponible, des centrales ont été aménagées dans les régions minières et près des grandes agglomérations urbaines.

### Agriculture
Brazzaville est une terre favorable pour les cultures vivrières, en l’occurrence le manioc, le haricot, l’oignon, la pomme de terre, l’ananas, le maïs, une variété de légumes, des arbres fruitiers, la patate etc. Très consommés localement, ces produits ne permettent pas d'approvisionner les grands centres urbains en produits vivriers et sont souvent destinés à l’autoconsommation.

### Finance
Brazzaville compte 75 établissements de microfinance, dont 34 sont indépendants et le reste fait partie du réseau des Mutuelles congolaises d'épargne et de crédit (MUCODEC). Les principaux établissements qui assurent les services bancaires sont la BGFIBank, la Banque congolaise de l’habitat, La Congolaise de banque, United Bank for Africa, la Banque commerciale internationale, Ecobank, Novo Banco, Société générale, la Banque postale du Congo et la banque sino-congolaise pour l'Agriculture.

### Services
De nombreuses entreprises, organisations gouvernementales et ONG ont des bureaux régionaux dans la capitale, où ils peuvent travailler avec des représentants du gouvernement. L'Organisation mondiale de la santé a son bureau régional pour l'Afrique situé à Brazzaville. Parmi les entreprises dont le siège est à Brazzaville, citons la Banque commerciale internationale, le Crédit du Congo ou l'opérateur de téléphonie mobile Airtel Congo.

### Zones économiques spéciales
La zone économique de Maloukou devrait permettre de désenclaver la ville de Brazzaville et contribuer au développement économique et social de celle-ci. Les premiers fruits devraient se ressentir dans avenir proche.

### Port
Ces dernières années, la république du Congo a décidé de s’appuyer sur son statut de deuxième plus important bassin fluvial au monde (après l’Amazonie) afin de redevenir une plateforme logistique majeure pour l’ensemble de la sous-région. En 2009, l’État a accueilli à bras ouverts l'entreprise Bolloré Africa Logistics et son associé congolais Socotrans.
Dans cette même logique, le gouvernement a lancé la réhabilitation du port de Brazzaville, dont il a pour la première fois confié les clés au secteur privé. Soutenu par les bailleurs de fonds, l’État a prévu de débourser environ 50 milliards de FCFA (plus de 76 millions d’euros) pour rénover le Port autonome de Brazzaville et l'ensemble des ports secondaires du pays.

### Prééminence de l’État
Toutefois, on note une faible participation du secteur privé dans l’activité économique. Le secteur des services demeure relativement faible du fait de la prééminence de l’État s’appuyant sur les secteurs à forte demande tels que les travaux publics, l’industrialisation du pays.
Brazzaville juge indispensable que les investisseurs privés s’engagent dans les secteurs comme le transport en commun, terrestre, fluvial, la distribution des énergies (eau et électricité), la pêche, l’agriculture, l’élevage, les postes et télécommunications, dont les ressources, abondantes, sont sous-exploitées relativement à leurs potentiels respectifs.

## Administration
Brazzaville, comme Pointe-Noire, a le double statut de municipalité (en) et de département. Brazzaville est gérée par un conseil municipal et un conseil départemental,.

### Arrondissements
La ville est divisée en neuf arrondissements.

### Liste des maires de Brazzaville

#### Administration coloniale
- Louis Girard, premier administrateur-maire le 15 octobre 1911-1918, emporté par une épidémie de grippe[32];
- Maurice Assier de Pompignan (1925-1927) : administrateur-maire ;
- Pierre Buttafoco[33] (1939-?), en tant qu'administrateur du Pool, il décida de l'enterrement à la « sauvette » d'André Grenard Matsoua. Cela provoqua la naissance d'un messianisme religieux appelé le « matsouanisme » (abolition du travail forcé et du code de l'indigénat)[34].
- René Pont (1951-1956) : administrateur-maire qui lança le plan de lotissement de la ville[35] ;

#### Administration congolaise
- Fulbert Youlou (1956)
- Dominique Nzalakanda (1956-1959)
- Simon Bilombo (1959-1961)
- Joseph Senso (1961-1963)
- Jean-Louis Mamimoué (1963-1965)
- Hervé Joseph Mayordome (1965-1969)
- Lambert Galibali (1969-1974)
- Pascal Ockyemba Morlende (1974-1977)
- Louis Zatonga (1977-1979)
- André Obami Itou (1979)
- Gabriel Emouengue (1979-1984)
- Jean Jules Okabando (1984-1991)
- Gabriel Obongui (1991-1992)
- Clément Mampouya (1992-1993)
- Hugo David (1993-1994)
- André Bakala (1994)
- Bernard Kolélas (1994-1997)
- Dévoué B. Boukaka Ouadiabantou (1997)
- Aimé Emmanuel Yoka (1997-1999)
- Benoît Moundélé-Ngollo (1999-2003)
- Hugues Ngouélondélé (2003-2017)
- Christian Roger Okémba (2017-2020)
  - Guy Marius Okana (2020)
- Dieudonné Bantsimba depuis le 22 mai 2020

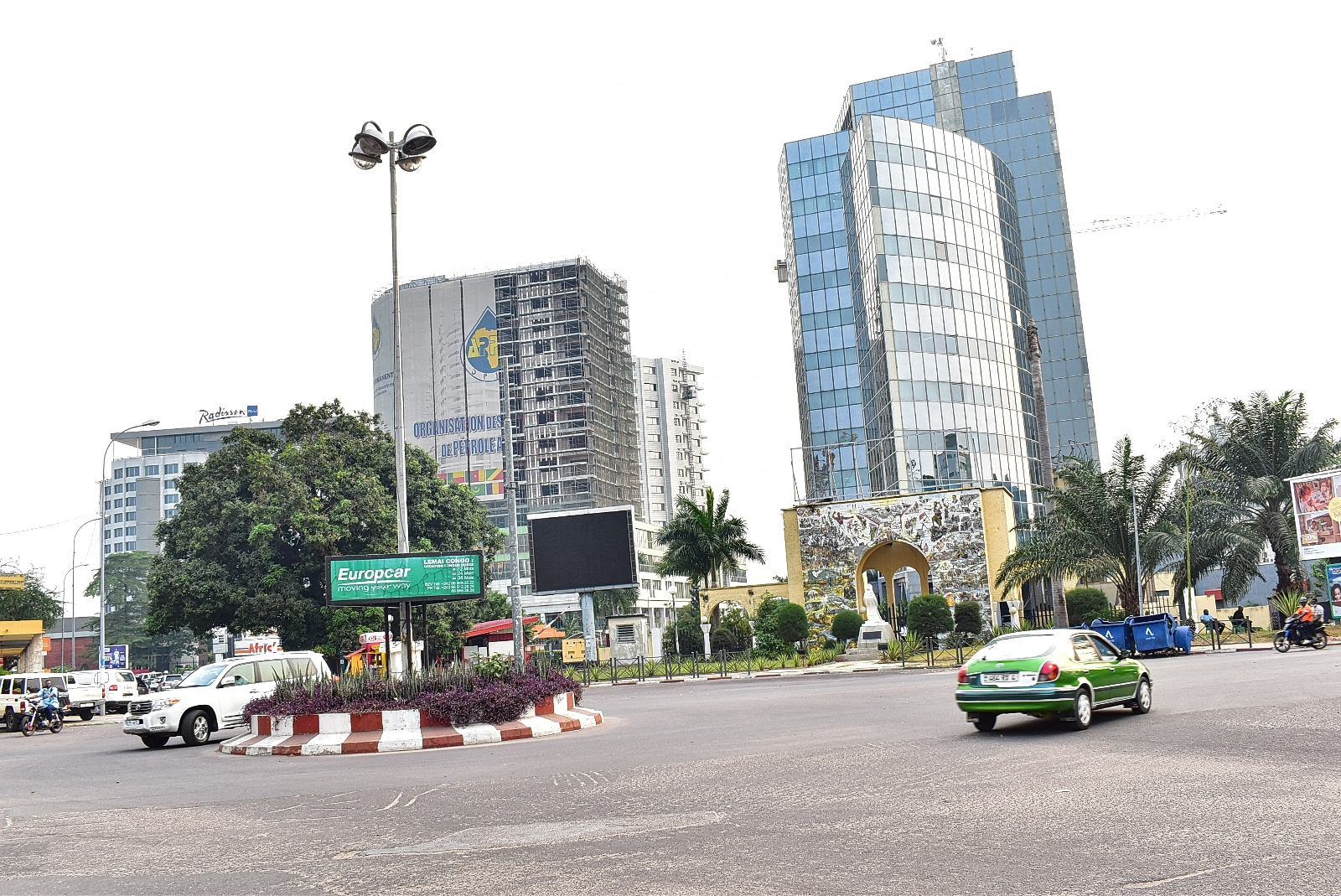
Avenue de Brazzaville

## Transports

### Transports locaux
Le principal moyen de transport est l'autobus, dont la flotte est constituée de Coaster et HiAce de marque Toyota. Ils sont exploités par des opérateurs privés.
Les taxis et les taxis collectifs, dits 100-100. Ils effectuent des allers-retours sur certains trajets.

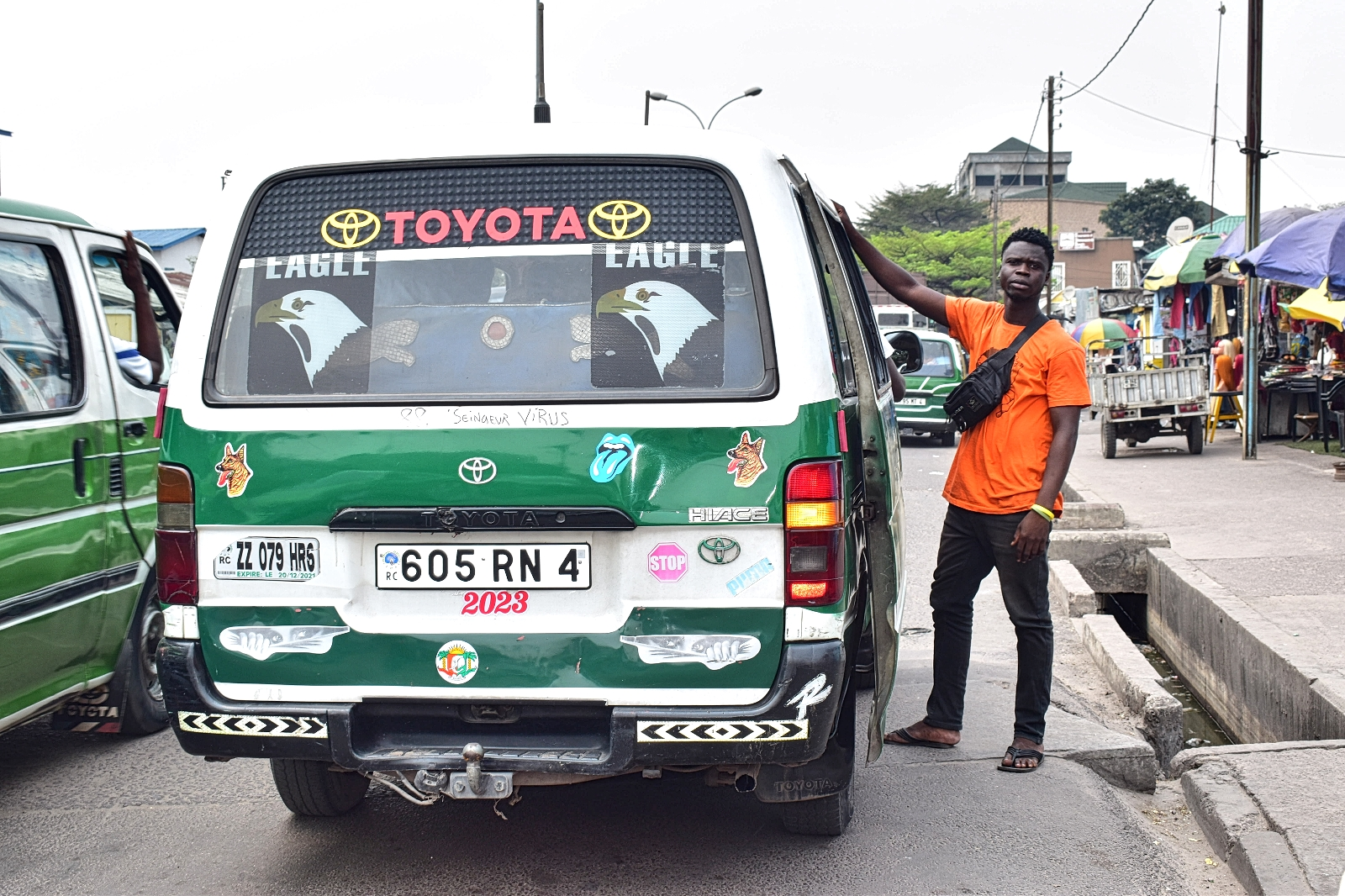
Bus de Brazzaville.

Les taxis et les bus, ainsi que les véhicules de transport de marchandises, sont facilement reconnaissables. Tous ces véhicules sont de couleur verte en bas et blanche en haut. Les taxis représentent environ 70 % des véhicules circulant sur les routes de Brazzaville.

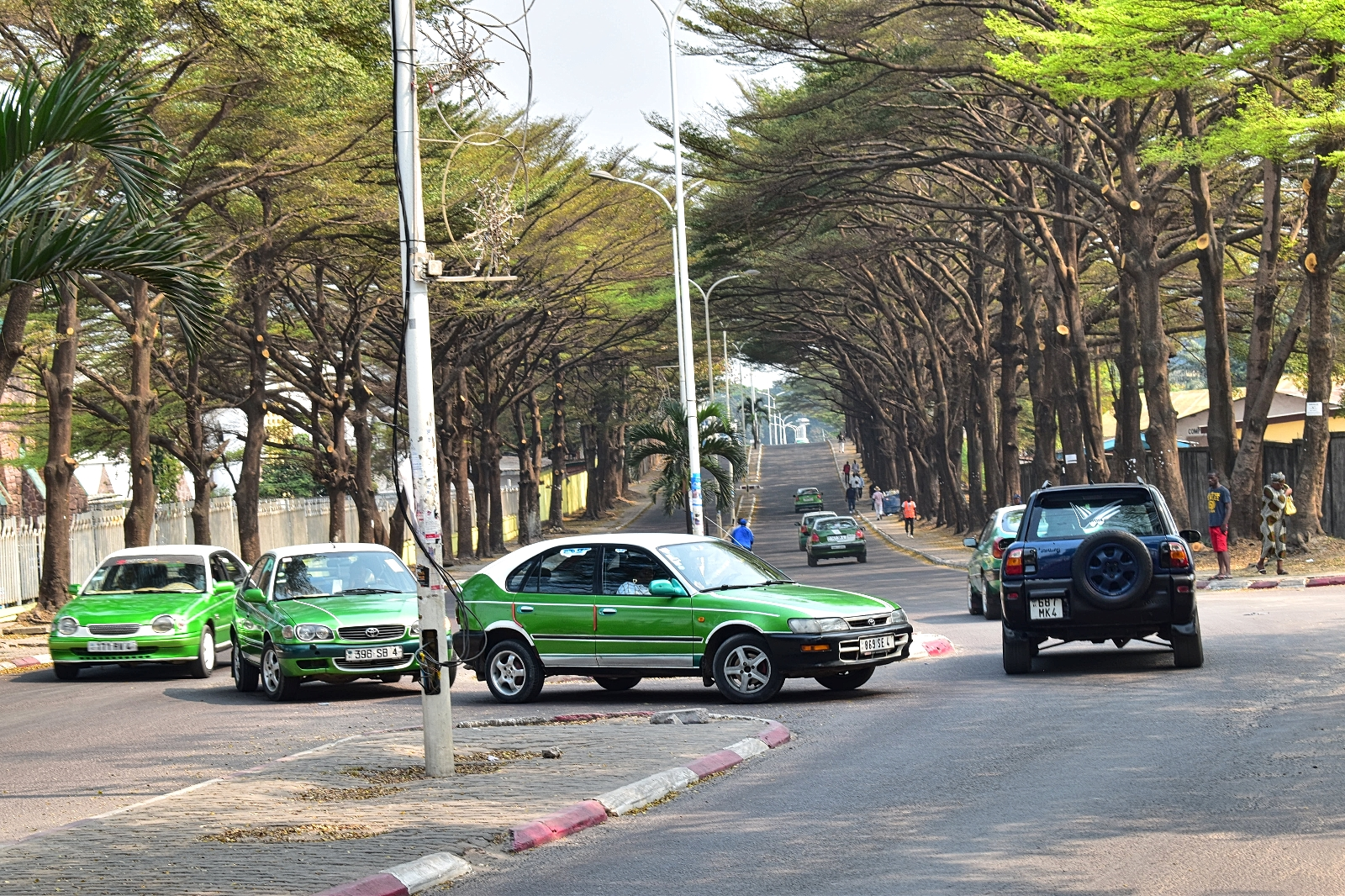
Taxi de Brazzaville.

### Transport aérien

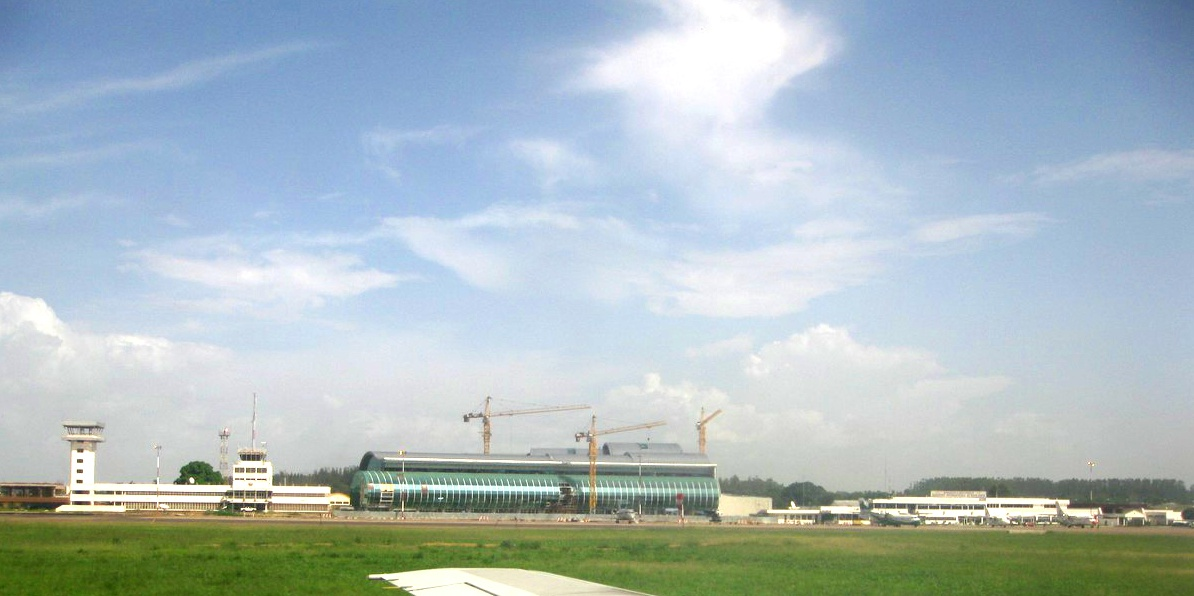
Aéroport international Maya-Maya.

La ville abrite l'aéroport international Maya-Maya (code AITA : BZV) et qui propose des vols réguliers vers Pointe-Noire ainsi que vers des destinations internationales en Afrique, en Europe et au Moyen-Orient. Un vol assure deux fois par semaine la liaison entre Brazzaville et Kinshasa, dont le temps de vol n'est que de cinq minutes.

### Transports routiers
Brazzaville est à 512 km de Pointe-Noire, seconde ville congolaise, par la route. Brazzaville est desservi, entre-autres, par la RN1 (Brazzaville-Kinkala-Dolisie - Pointe-Noire) et par la RN2 (Brazzaville-Ouesso).

### Transport fluvial

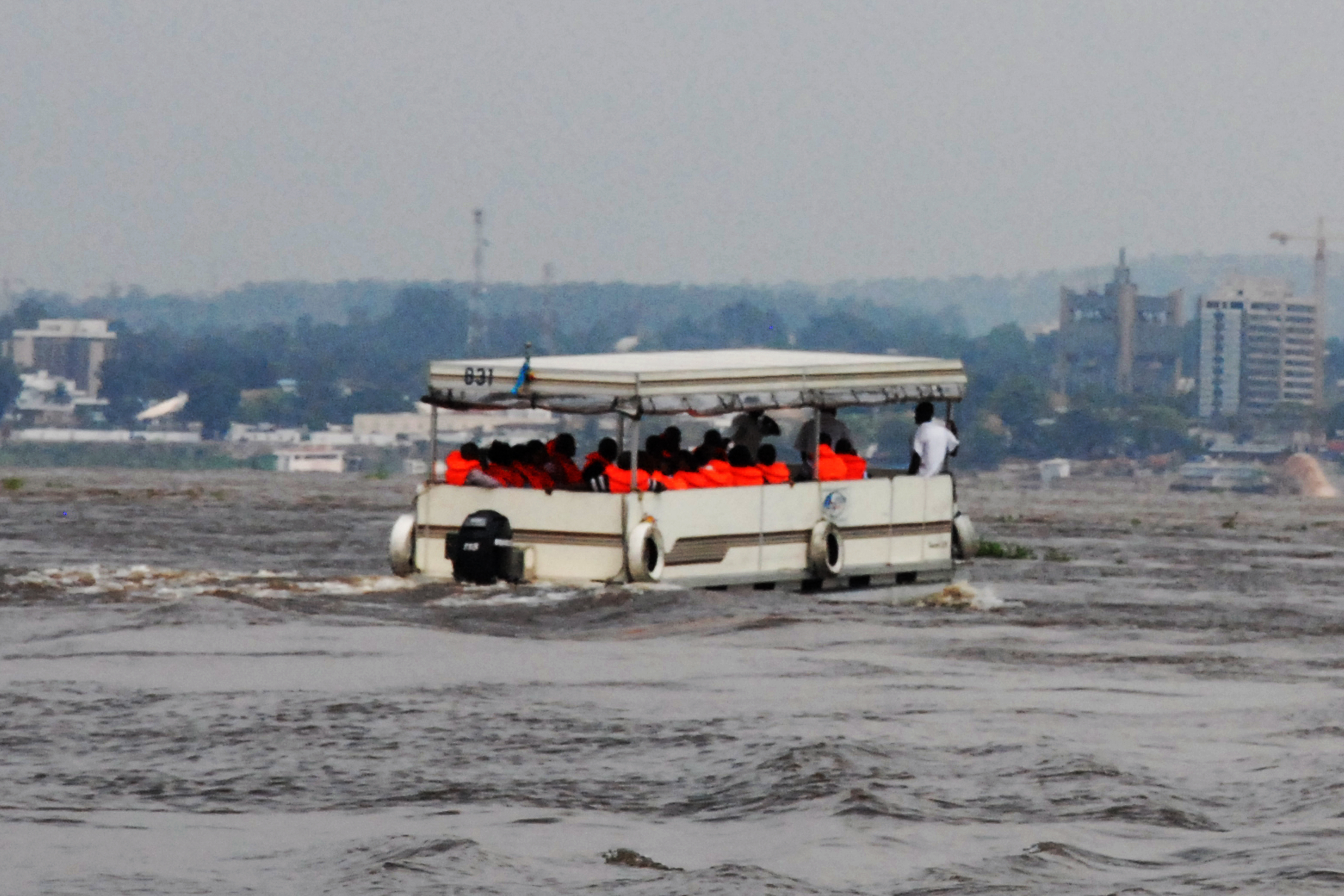
Déplacement sur le fleuve Congo.

La ville est un port fluvial important, avec des traversiers naviguant vers Kinshasa et vers Bangui via Impfondo. Les traversiers et les bateaux privés rapides constituent le principal moyen de liaison entre Kinshasa et Brazzaville.
Les chutes Livingstone se trouvent à la périphérie de la ville, là où la rivière Djoué rencontre le fleuve Congo, rendant impossible le transport fluvial vers la côte.

### Transports ferroviaires

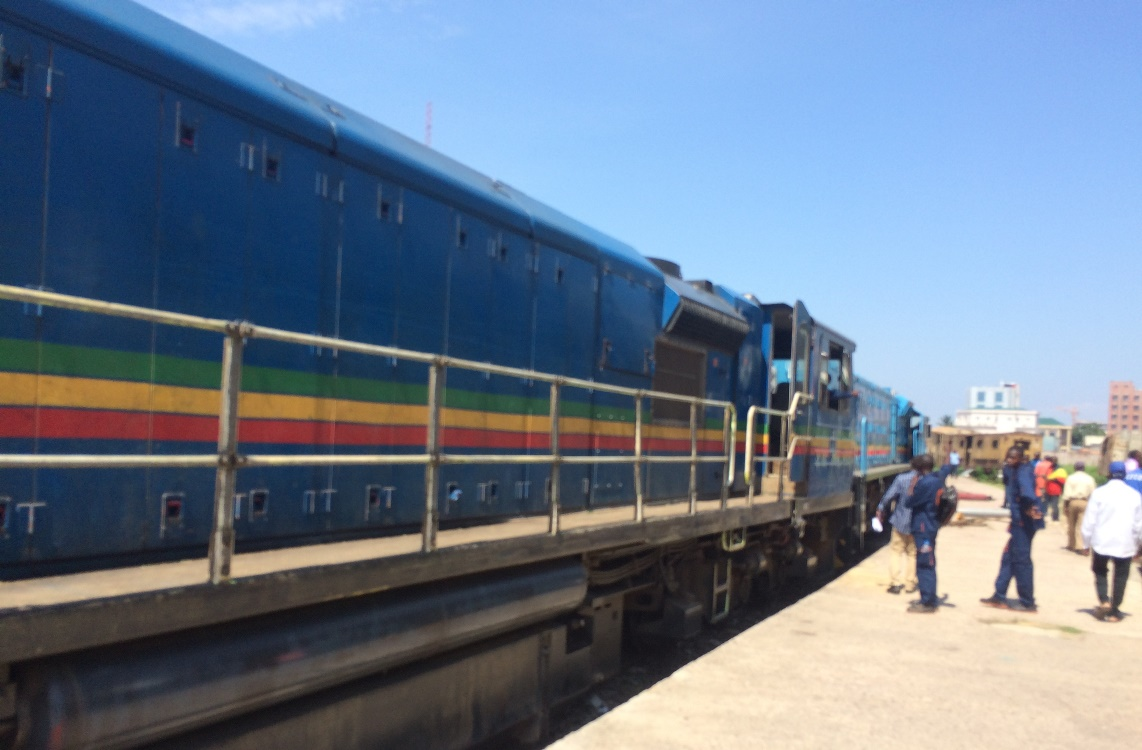
Arrivée d'un train à Brazzaville, au Congo, le 28 novembre 2018.

Le chemin de fer Congo-Océan dessert la gare de Brazzaville. Le service La Gazelle (en) relie tous les deux jours la gare de Brazzaville à la gare de Pointe-Noire et à des destinations intermédiaires,.
Le transport de marchandises a repris en novembre 2018.
Un pont transfrontalier rail-route est en projet pour relier Brazzaville à Kinshasa. L'écartement des rails des deux côtés est le même à 1 067 mm.

## Éducation
Brazzaville compte, entre-autres, le Lycée français Saint-Exupéry (en) et l'American International School of Brazzaville.
L'université Marien-Ngouabi a été longtemps la seule université publique de tout le pays jusqu'à l'ouverture en 2020 de la seconde Université publique située dans la commune de Kintele, appelée université Denis Sassou Nguesso. De même, sera bientôt érigée l'université Inter-État (Congo-Cameroun) de Ouesso.
Le Congo compte également plusieurs universités privées parmi lesquelles : l'école supérieure de gestion et d'administration des entreprises créée en 1993 (ESGAE), l'université libre du Congo de Brazzaville, l'Institut Management de Brazzaville (IMB), l'université de Loango (UL) Pointe-Noire.

## Langues
Le français est la langue officielle du pays. En 2014, 68,7 % des habitants de Brazzaville de 15 ans et plus savent lire et écrire le français tandis que 69,7 % savent le parler et le comprendre.
Le kituba est la première langue nationale, elle est beaucoup plus parlée au sud du pays et dans la capitale. Le lingala est la deuxième langue nationale, elle est beaucoup parlée dans le nord du pays et dans la capitale. Le ladi est une langue locale parlée dans le sud de Brazzaville ainsi que dans la région du Pool.

## Lieux de culte

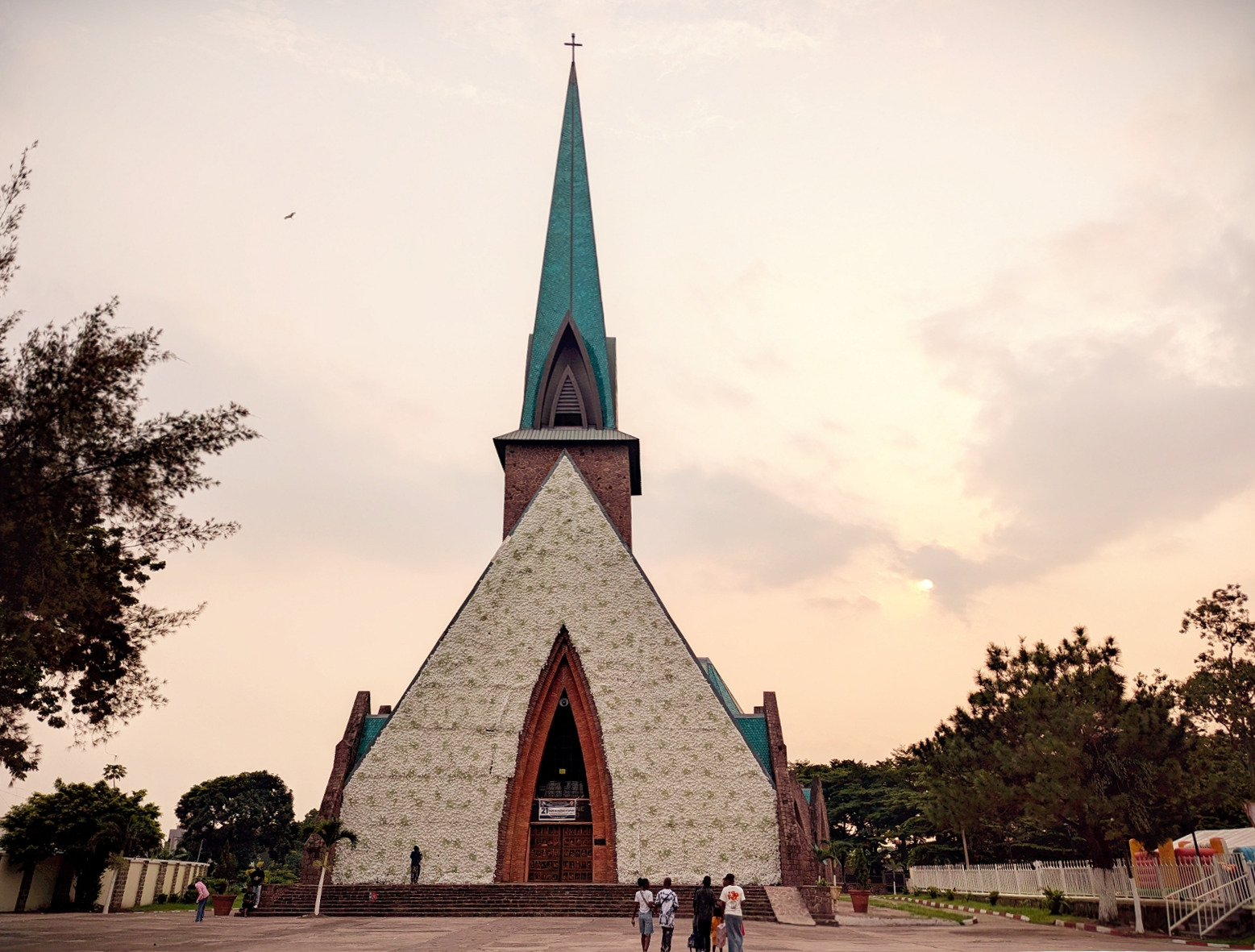
La Basilique Sainte-Anne-du-Congo l'un des principales lieux de culte à Brazzaville.

Parmi les lieux de culte, il y a principalement des églises et des temples chrétiens : Archidiocèse de Brazzaville (Église catholique), (Église armée du salut), Église évangélique du Congo (Communion mondiale d'Églises réformées), Assemblées de Dieu.

## Principaux monuments et sites historiques de Brazzaville
Depuis sa fondation en 1880, Brazzaville a accumulé une quantité exceptionnelle d'édifices historiques d'une qualité architecturale certaine, et, contrairement à la plupart des capitales africaines, a su les préserver, conservant par là le paysage d'une vraie capitale où se stratifient peu à peu les phases de l'histoire congolaise. Les travaux de Bernard Toulier et Hervé Brisset-Guibert ont aidé à dresser un inventaire du patrimoine historique et architectural de Brazzaville.
- Quartier de Poto-Poto
  - Basilique Sainte-Anne du Congo (1949), œuvre de Roger Erell.
  - Stade Félix-Éboué : inauguré en 1944 par Charles de Gaulle, il présente une superbe tribune monumentale de 9 arcades géantes en briques remplies d'un treillis de ciment reproduisant des formes géométriques issues du cercle et du carré ; le sculpteur B. Konongo réalisa les gargouilles en pierre ornant les douves. En 1957, on posa devant la statue de Félix Éboué par le sculpteur Jonchère, grand prix de Rome.
- Quartier de l'Aiglon
  - Cathédrale de Brazzaville (1892).
  - Palais Épiscopal : superbe maison coloniale à vérandas qui évoque les Antilles, il fut élevé par Mgr Prosper Philippe Augouard en 1893 ; c'est une des plus anciennes maisons de la ville.
- Quartier Mpila
  - Port des Pêcheurs de Yoro : site de l'antique bourg précolonial teke de Mpila. Le chef Mbankwa en fut le seigneur officiel sous la suzeraineté du Makoko de Mbé, de 1884 à 1916. Il est enterré avec ses prédécesseurs selon les rites anciens près des anciens chantiers navals Chacona, site oublié de tous. Autrefois ce bourg était célèbre pour la qualité de ses poteries traditionnelles, travail avant tout féminin et, là encore, tombé dans l'oubli. Yoro vient de Yero Thiam, un grand pêcheur sénégalais vivant au quartier de Poto- Poto, propriétaire de ces terrains vers 1950.
  - Cimetière des Hollandais : situé à Mpila, ses quelques tombes sont dispersées au milieu d'un bosquet de très vieux manguiers. Là, reposent les agents morts prématurément (fin du XIXe s) de la compagnie hollandaise NAHV, dirigée à l'époque par Anton Gresshoff. La plus vieille tombe remonte à 1893, date très ancienne ici.
- Quartier de La Plaine
  - Fresque de l'Afrique : réalisée en 1969-1970 par un collectif d'artistes locaux (dont Michel Hengo), souvent issus de l'École des peintres de Poto-Poto, elle évoque l'histoire du Congo des origines aux années 1960. Chef-d'œuvre de l'art pictural local depuis l'indépendance, posé sur le fronton d'un ancien marché couvert de 1943.
  - Mausolée de Pierre Savorgnan de Brazza[43] : réalisé en 2005-2006. Contient les corps de l'explorateur et de ses proches[44]. Édifice néo-classique sans caractère architectural.
  - Case Tréchot : la plus ancienne maison privée de Brazzaville, construite en 1888 et agrandie jusqu'en 1905. Ancienne résidence des frères Tréchot, fondateurs de la CFHBC (Compagnie française du Haut et Bas-Congo, compagnie concessionnaire). Actuelle Ambassade de Russie.
  - Tour Nabemba : gratte-ciel de 30 niveaux inauguré en 1990. Siège d'Elf-Congo.
  - L'hôtel de ville : inauguré en 1963 à l'emplacement de la première mairie et du bourg précolonial de Mfa ou Mfoa, c'est un bel exemple d'architecture climatique développant une fausse asymétrie très étudiée.
  - Ex-cinéma Le Vog : construit au cœur de la ville en 1953 par Charles Cazaban-Mazerolles, il est caractéristique des années cinquante avec son auvent audacieux aux lignes pures et sa décoration intérieure. C'est le premier cinéma congolais à avoir associé salle de projection et café (ex-Entracte).
  - Poste Centrale : très belle construction de style Art déco (1931).
  - Case des Messageries Fluviales : case coloniale à pilotis, escaliers à double révolution, volets à persiennes et galeries remontant à 1905. Elle abritait les bureaux des Messageries fluviales fondées par Alphonse Fondère en 1900. Elle a par la suite hébergé les bureaux de l'ATC. Elle a été détruite en 2015 pour céder la place à un complexe immobilier saoudien.
- Quartier du Plateau

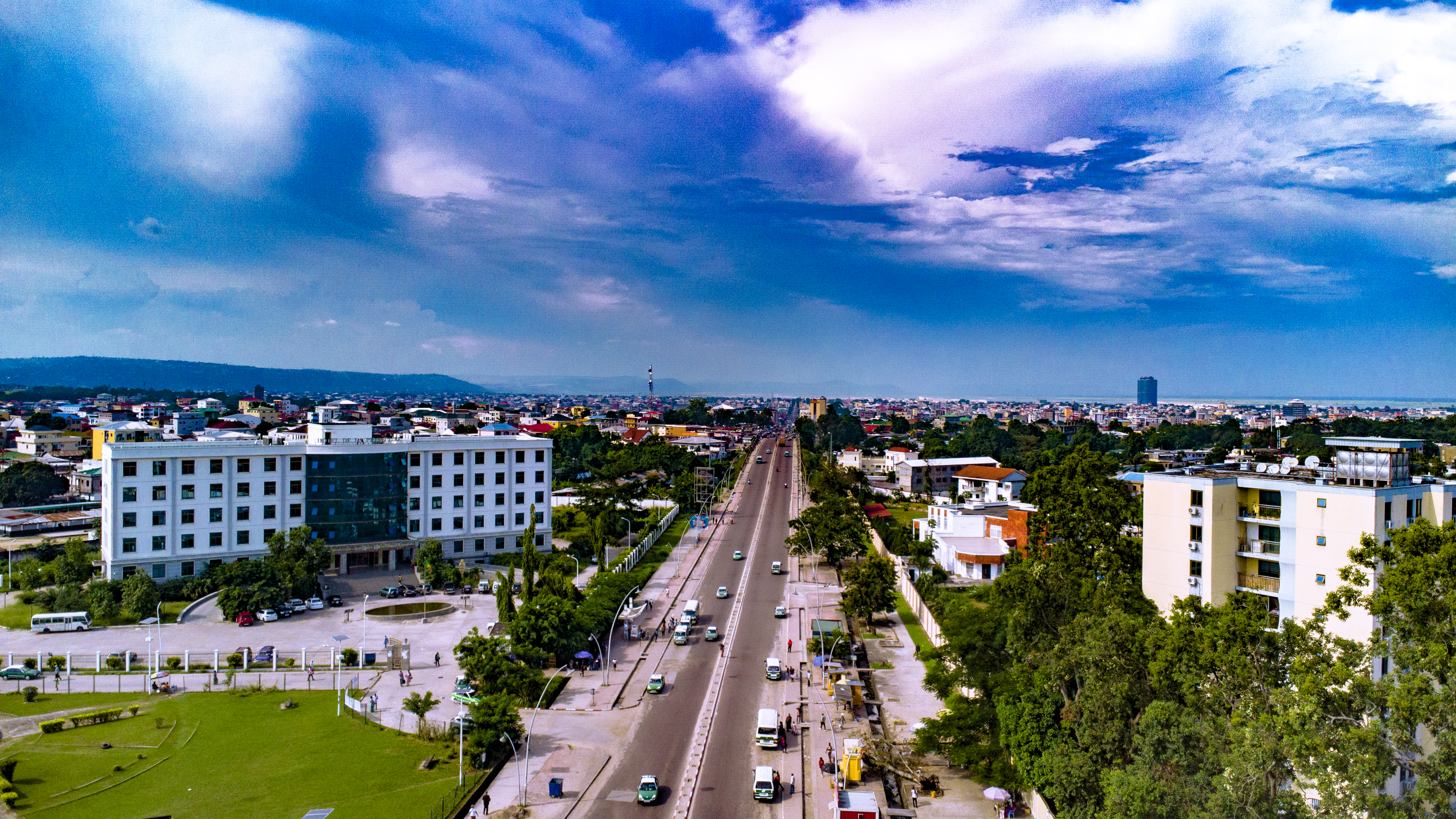
Boulevard Alfred Raoul en direction du Plateau.

- - Palais du Peuple (1901, palais présidentiel).
  - Marché du Plateau : le Plateau bénéficie d'un marché dès 1900 environ, et d'un marché couvert, situé vers les actuels Bureaux présidentiels, en 1905. En 1938, il est déplacé sous la halle actuelle, avenue De Gaulle. Lieu très animé et encadré de très anciens édifices coloniaux.
- Quartier Tchad
  - Place du Sacrifice Suprême : créée en 1980 à la place d'un ensemble de style colonial, elle est ornée en son centre d'une statue du président Marien Ngouabi, assassiné dans sa résidence de l'état-major, juste en face, le 18 mars 1977.
  - Le palais de Justice : chef-d'œuvre de l'architecte normand, inauguré en 1955, il est un sommet de l'architecture climatique adaptée aux pluies, aux vents dominants, à la lumière.
  - L'immeuble « Air-France » : aujourd'hui très délabré, il est achevé en 1952 par l'architecte Hébrard, qui adapte les principes de Le Corbusier au milieu équatorial. Cette « Cité Radieuse » congolaise, qui offrait 63 appartements, était surmontée d'un jardin suspendu avec arbres et jets d'eau. Le mobilier créé à l'époque par Jean Prouvé a été pillé et revendu à l'étranger depuis quelques années.
  - Palais de l'état-major : construit en 1913, il abrita durant la Seconde Guerre mondiale les travaux de Charles de Gaulle et Leclerc préparant la reconquête. Belle architecture coloniale trop remaniée en 1982 pour accueillir l'Assemblée nationale populaire.
  - Couvent Javouhey : le plus ancien établissement religieux féminin de Brazzaville a été fondé dès 1892 par les sœurs de Cluny dirigées par la mère Marie Dédié, première blanche à venir sur les rives du Congo. En 1895 environ, sont achevés les beaux édifices visibles aujourd'hui au fond d'une impasse cachée par le trop massif lycée Lumumba.
- Quartier de Bacongo
  - Case de Gaulle : conçue en 1942 par Roger Erell et s'inspirant des principes qui avaient présidé à la construction du palais de Chaillot à Paris, c'est un remarquable édifice en grès mauve tiré du lit du fleuve Congo, décoré par des artistes céramistes de l'école de Poto-Poto et ébénistes locaux. Il abrite la résidence de l'ambassadeur de France.
  - Lycée Savorgnan de Brazza : achevé en 1951 sur les plans de Roger Erell, ce très bel édifice est une adaptation du courant climatique à l'architecture du mouvement « moderne ». À côté, l'ancien Institut technique, devenu Faculté de Droit, et construit par le même architecte à la même époque, est une immense construction organisée autour de cloîtres et centrée sur un beffroi. Le tout est néanmoins délabré faute d'entretien et dénaturé par des modifications abusives.
  - Église Notre-Dame du Rosaire : édifice dû à Jean-Yves Normand (1963) à la structure originale, avec clocher en forme de ngongui, cloche qui servait jadis à convoquer les villageois aux palabres officielles en pays kongo.

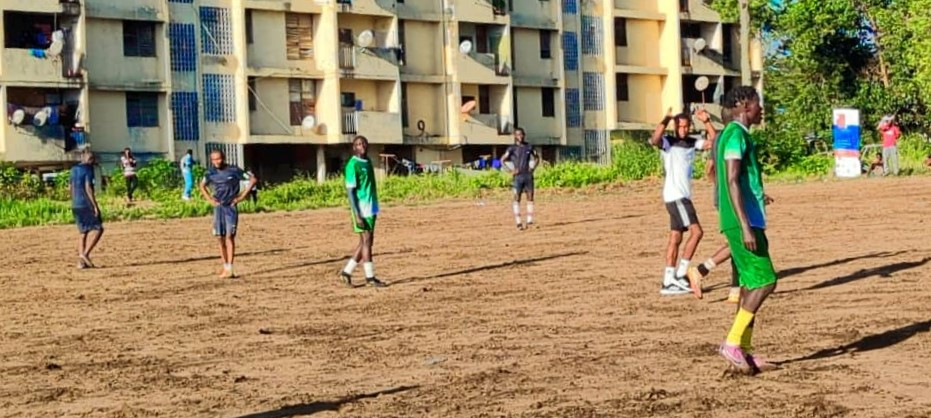
Foot au quartier Diata

- Quartier Diata
  - Foot au quartier Diataest un quartier populaire.
- Aux environs :
  - Mission de Linzolo.
  - Sites de Mbé et de Ngabé.
  - Île Mbamou.
  - Kinkala.
  - Falaises d'Inoni.

## Jumelages
| Ville | Ville      | Pays | Pays                             | Période                   |
| ----- | ---------- | ---- | -------------------------------- | ------------------------- |
|       | Dakar,     |      | Sénégal                          |                           |
|       | Dresde     |      | Allemagne                        | depuis 1975               |
|       | Kinshasa   |      | République démocratique du Congo |                           |
|       | Nouakchott |      | Mauritanie                       | depuis le 30 juin 2011    |
|       | Rabat      |      | Maroc                            | depuis mai 2005           |
|       | Reims      |      | France                           | depuis 1961               |
|       | Weihai     |      | Chine                            |                           |
|       | Windhoek   |      | Namibie                          | depuis le 27 juillet 2011 |

## Personnalités liées à la ville de Brazzaville
- Francine Ntoumi (1961-)
- Bill Kouelany
- Pierre Savorgnan de Brazza (1852-1905)
- Alphonse Massamba-Débat (1921-1977)
- Charles de Gaulle (1890-1970)
- Félix Éboué (1884-1944)
- Roger Erell (1907-1986)
- Jean-Yves Normand (1917-2003)
- Denis Sassou-Nguesso (1943-)
- Omar Bongo (1935-2009)
- Ali Bongo (1959-)
- Bernard Kolélas (1933-2009)
- Hugues Ngouélondélé (1961-)
- Tchicaya U Tam'si (1931-1988)
- Marien Ngouabi (1938-1977)
- Makoko de Mbé
- Prosper Philippe Augouard (1852-1921)
- Pascal Lissouba (1931-2020)
- Patience Dabany (1944-)
- Roga-Roga (1974-)
- Youlou Mabiala (1947-)
- Fulbert Youlou (1917-1972)
- André Milongo (1935-2007)
- Jacques Opangault (1907-1978)
- Ange Diawara (1942-1973)
- Ernest Kombo (1941-2008)
- Pierre Kinganga (1936-1970)
- Pasteur Ntumi (1964-)
- Franklin Boukaka (1940-1972)
- Serge Ibaka (1989-)
- Passi (1972-)
- Zao (chanteur) (1953-)
- Bienvenu Okiemy (1972-)
- Robert Brazza
- Pamélo Mounka (1945-1996)
- Henri Lopes (1937-)
- Henri Djombo (1952-)
- Sony Labou Tansi (1947-1995)
- Théophile Obenga (1936-)
- Jean-Pierre Makouta-Mboukou (1929-2012)
- Cyril Kongo (peintre) (1969-)
- Alice Mahoungou activiste et politicienne
- Aurlus Mabélé (1953-2020), chanteur congolais
- Guy Brice Parfait Kolélas (1959-2021), homme politique congolais (RC)
- Herman Kimpo (1992-) acteur
- Nadège Abomangoli (1975-), députée franco-congolaise
- Hilarion N'dinga (1932-2015) est un artiste peintre congolais
- Vesna Mbelani (1992- ), danseuse et chorégraphe congolaise.

### Personnalités nées à Brazzaville
- Alice Badiangana (1939-) syndicaliste et femme politique
- Alexis Vincent Gomès (1955-) avocat d'affaires et International Past Président du Lions Clubs ;
- Bademba Barry (1988-), journaliste et slameur guinéen ;
- Brice Samba (né en 1971), footballeur international congolais ;
- Darcel Yandzi (né en 1973), judoka international français ;
- Pamela Mouele-Mboussi (née en 1988), athlète congolaise ;
- Didier Roustan (né en 1957), journaliste sportif français ;
- Julles Ferry Quevin (1982-), conteur et comédien congolais ;
- Pasteur Ntumi (1964-), pasteur et homme politique congolais;
- Oscar Ewolo (1978-), footballeur international et pasteur évangélique congolais ;
- Exaucé Ngambili Ibam (1991-), homme politique Congolais ;
- Emeraude Kouka (1993-), poète et critique d'art congolais ;
- Black Panther Slam (1996-), poète slammeur ;
- Alima Madima (-), écrivaine ;
- Ève Guerra (1989-), écrivaine.

### Personnalités mortes à Brazzaville
- Marien Ngouabi (assassiné le 18 mars 1977) officier et homme d'État, il a été président de la république du Congo, fonction qu'il occupe du 31 décembre 1968 à sa mort.